# Карбованець (криптовалюта)
Електронний карбованець (інші назви: Karbowanec, Karbo; тікер — KRB) — криптовалюта, орієнтована на українського користувача. Започаткована 30 травня 2016 року, оголошення про запуск проекту і початок майнінгу було розміщене на форумі Bitcointalk. Публічної інформації про розробників немає. Система не має української реєстрації, головна мова сайту — англійська, розділ з документацією взагалі не має перекладів.
Працює на технології CryptoNote. 7 червня 2016 року запущений офіційний оглядач блокчейну.
Добовий обіг на березень 2021 року складав 10—20 тис. доларів Задекларована початкова емісія в розмірі 10 млн карбованців, після завершення якої буде відбуватись додаткова емісія близько 1,2 % на рік. Це досягається тим, що винагорода за блок поступово зменшиться до 1 карбованця і стабілізується на цьому розмірі. Комісія мережі складає 0.01 KRB незалежно від суми.
На листопад 2019-го в обігу існувало більше 8 млн карбованців.
Станом на лютий 2021 року капіталізація складала 3 млн доларів.

## Назва
Назву «Карбованець» розробники пов'язують зі старою грошовою одиницею України. У неслов'янських ресурсах для полегшення читання та вимови використовується скорочення «Karbo».

## Курс
На початку 2017 року карбованець коштував лише 0,4 грн, але вже до кінця 2017 року зріс у ціні до 50 грн (це максимум за весь час існування цієї криптовалюти) і почав падати. Капіталізація валюти на кінець 2017 складала 5 млн дол. Падіння змінилося зростаннями лише в 2020 році., але потім курс знову впав.
11 лютого 2021 року ціна зросла з 2 грн до 13 грн. 17 травня 2022 року ціна коливалась в межах 2-3 грн.
Станом на грудень 2024 року ціна в межах 1-2 грн, але реальні операції не відбуваються.

## Майнінг
Карбованець можна майнити на власному комп'ютері. Для цього потрібно завантажити гаманець валюти із офіційного сайту або скористатися сторонніми програмами. Станом на кінець 2017 року на ПК із процесором Intel Core i5/i7 і відеокартою Radeon RX 4xx можна було за добу намайніти 60-120 карбованців у залежності від потужності обладнання і складності блоку.

## Обмін
Станом на лютий 2021 року карбованець обмінювали на 8 сервісах обміну криптовалют.
Станом на грудень 2024 року на офіційному сайті є перелік сервісів обміну, але він давно не оновлюється, реальні операції по обміну карбо на цих сервісах відсутні, хоча на деяких площадках можливо було знайти ціни в межах 1-2 грн.